# اندیس سپرو۲
سپرو۲ یک اندیس مصالح ساختمانی است که در حوالی شهر عشین استان اصفهان قرار دارد و مادهٔ معدنی موجود در آن، سنگ تزئینی است.  